# Desmostylia
Die Desmostylia sind eine ausgestorbene Gruppe wasserbewohnender Säugetiere. Sie sind aus dem späten Oligozän und Miozän bekannt und haben vermutlich nur an der Nordpazifikküste gelebt.

## Merkmale

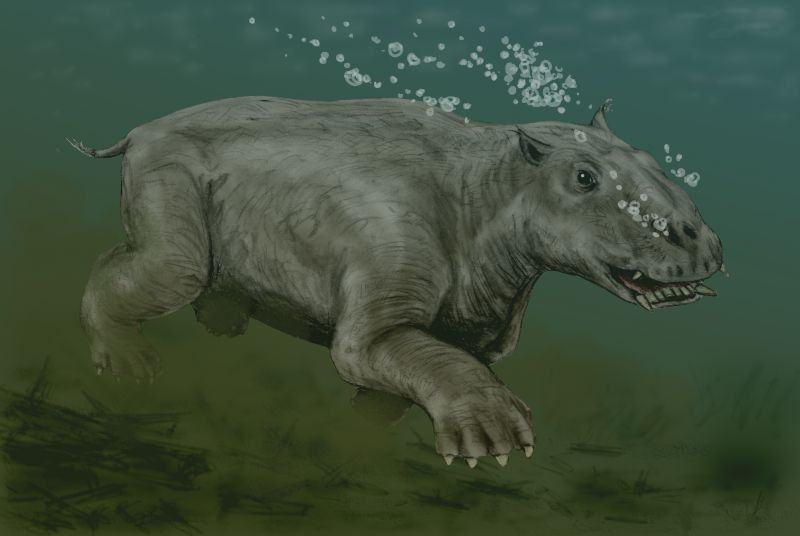
Lebendrekonstruktion Paleoparadoxia

Desmostylia erreichten Körperlängen von bis zu 1,8 Meter, ihr Gewicht wird auf bis zu 200 Kilogramm geschätzt. In ihrem Körperbau zeigen sie gewisse Ähnlichkeiten mit Flusspferden. Ihr Körperbau war kräftig, die Vorder- und Hintergliedmaßen waren gut entwickelt. Die Füße waren auffallend breit und möglicherweise paddelförmig entwickelt. Bemerkenswert sind ihre Zähne: Schneide- und Eckzähne ragten stoßzahnartig nach vorne, dahinter klaffte eine große Lücke (Diastema), die Backenzähne waren zylinderförmig.

## Lebensweise
Desmostylia lebten an den Küsten des Nordpazifiks, Fossilienfunde sind aus Japan, Mexiko und den USA belegt. Im Gegensatz zu den nahe verwandten Seekühen konnten sie sich wahrscheinlich noch an Land fortbewegen, ihre Lebensweise wird mit der der Seelöwen verglichen. Zur Paarung und zum Schlafen haben sie sich vermutlich an Land aufgehalten, während sie Nahrung im Wasser suchten.
Der Sinn ihrer im Säugetierreich einmaligen Zähne ist weitgehend unbekannt. Möglicherweise haben sie damit Seegras abgeweidet.

## Systematik
Die Desmostylia werden in die Säugetiergruppe der Paenungulata eingeordnet, ihre nächsten heute noch lebenden Verwandten sind die Elefanten und die Seekühe. Da ihre gleichzeitig lebenden Verwandten weitgehend auf Afrika beschränkt waren, ist unklar, wie diese Tiere zum Nordpazifik gelangt sind.